# Kirche Sogn Gieri (Rhäzüns)

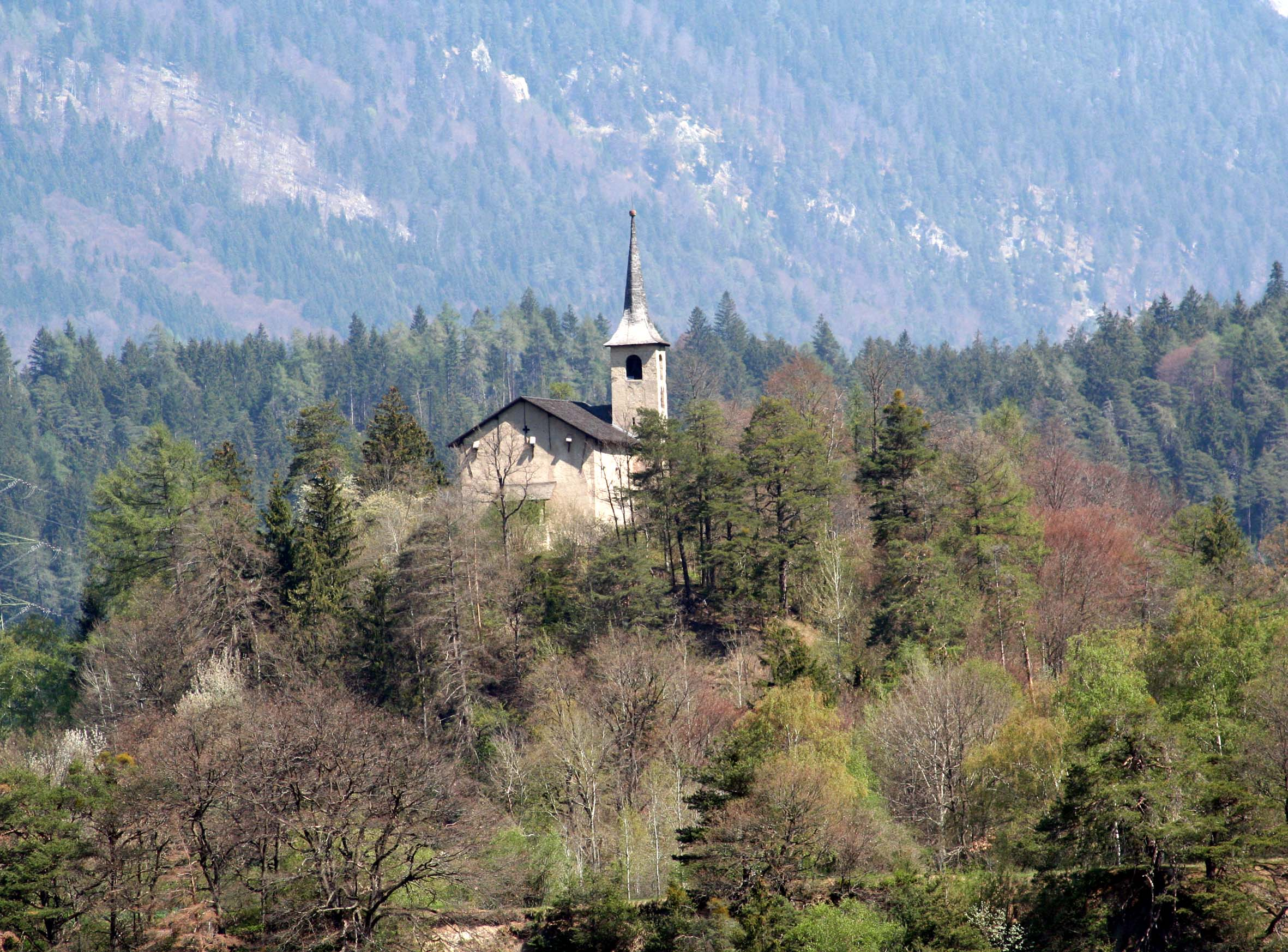
Sogn Gieri von Westen

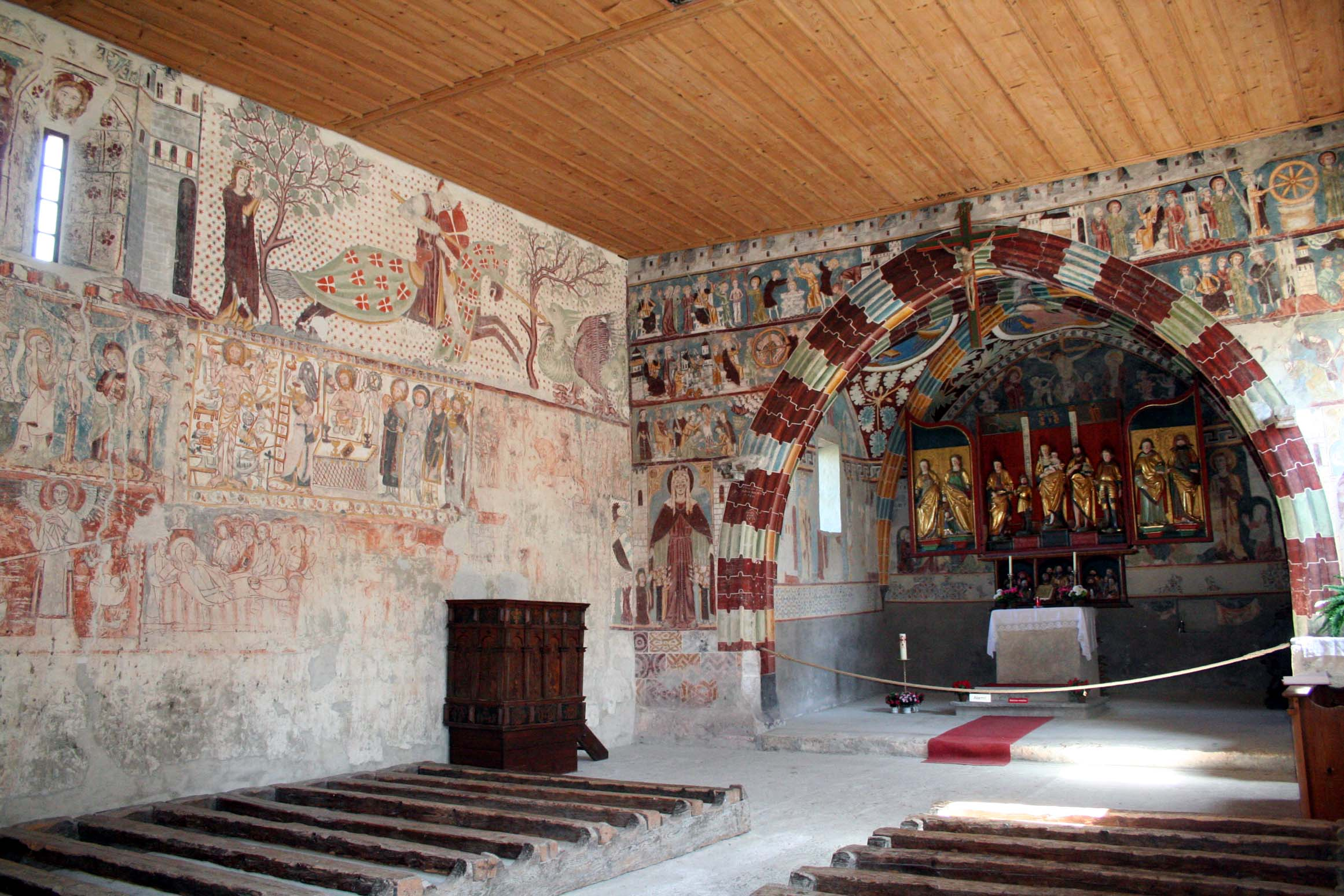
Kirchenraum mit Seitenwand

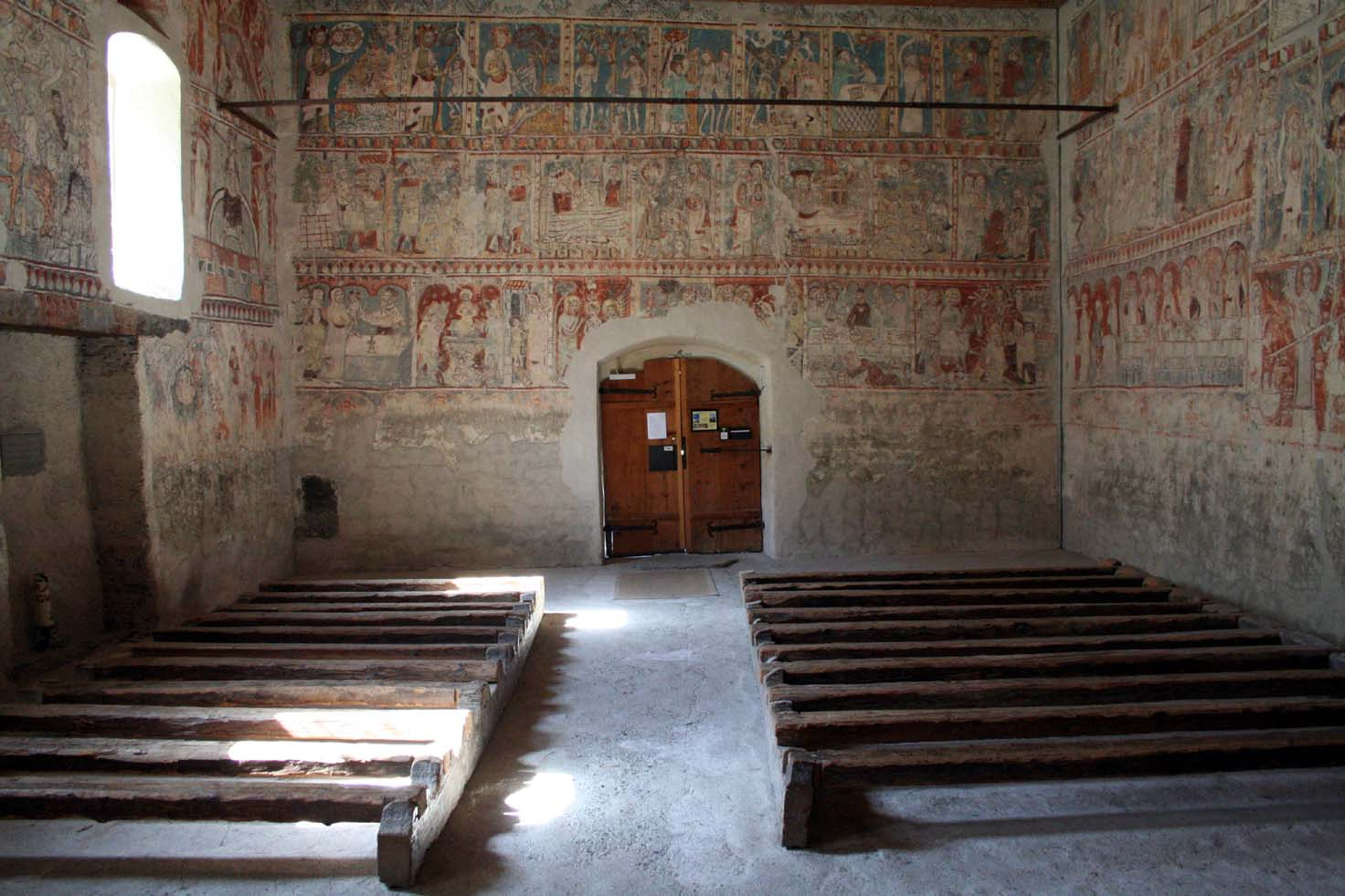
Kirchenraum mit Kniebänken

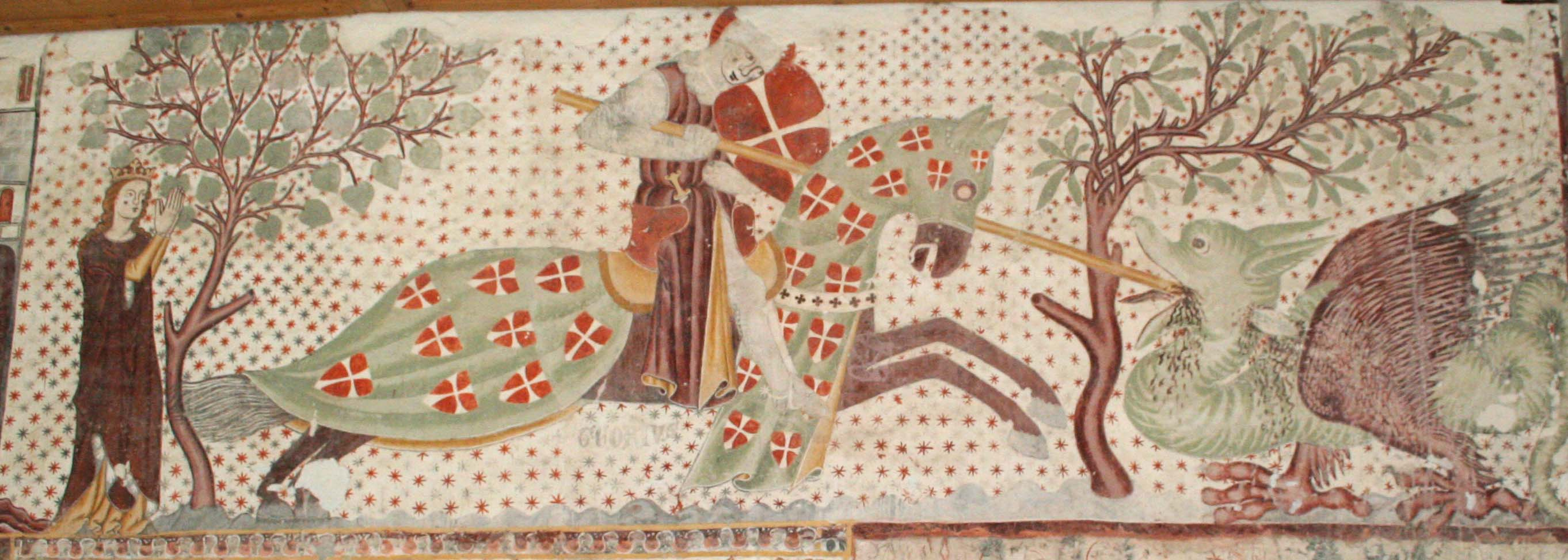
Kampf des hl. Georg mit dem Drachen

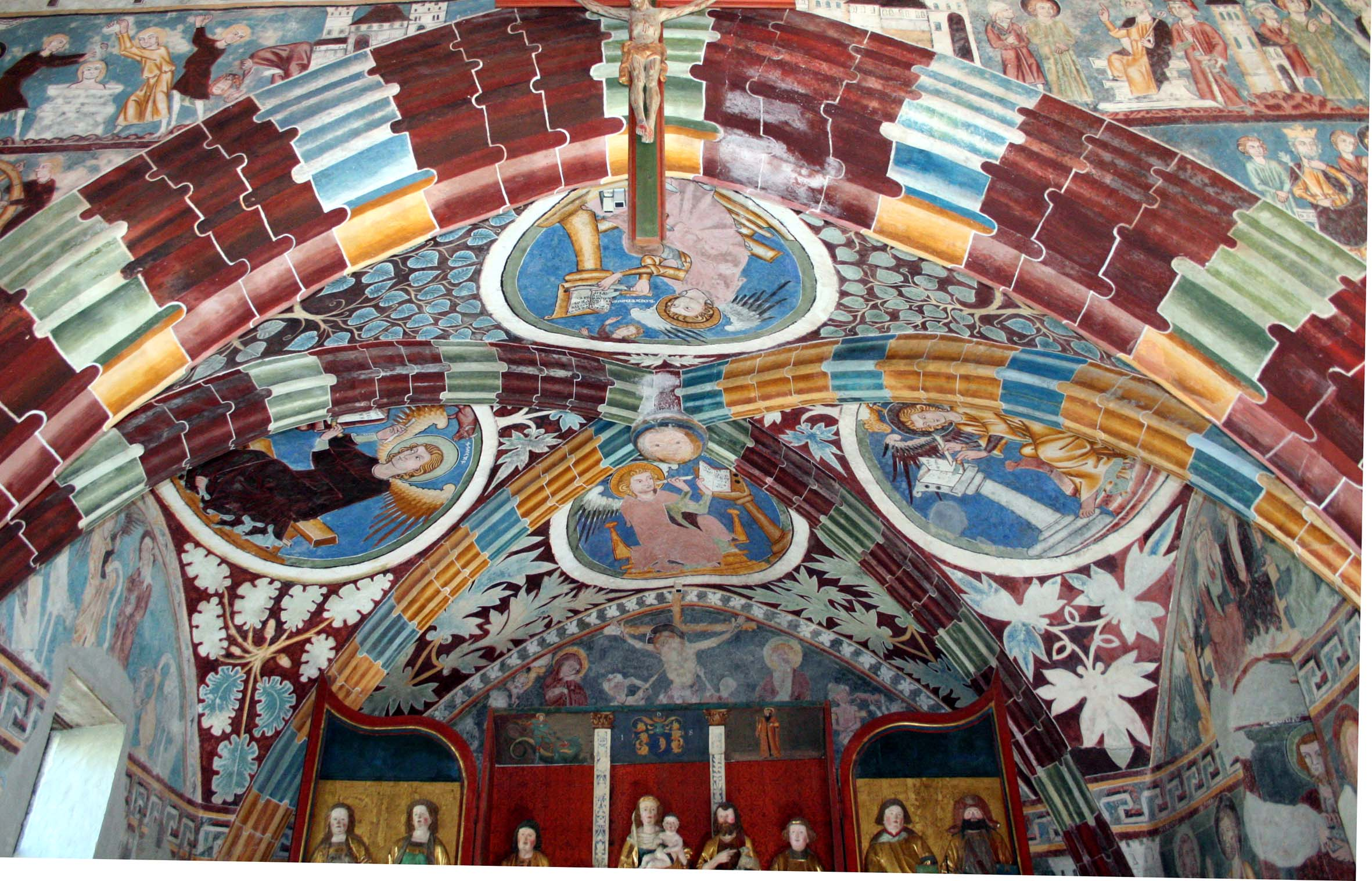
Spitze der Chorbogenwand und Chorhimmel

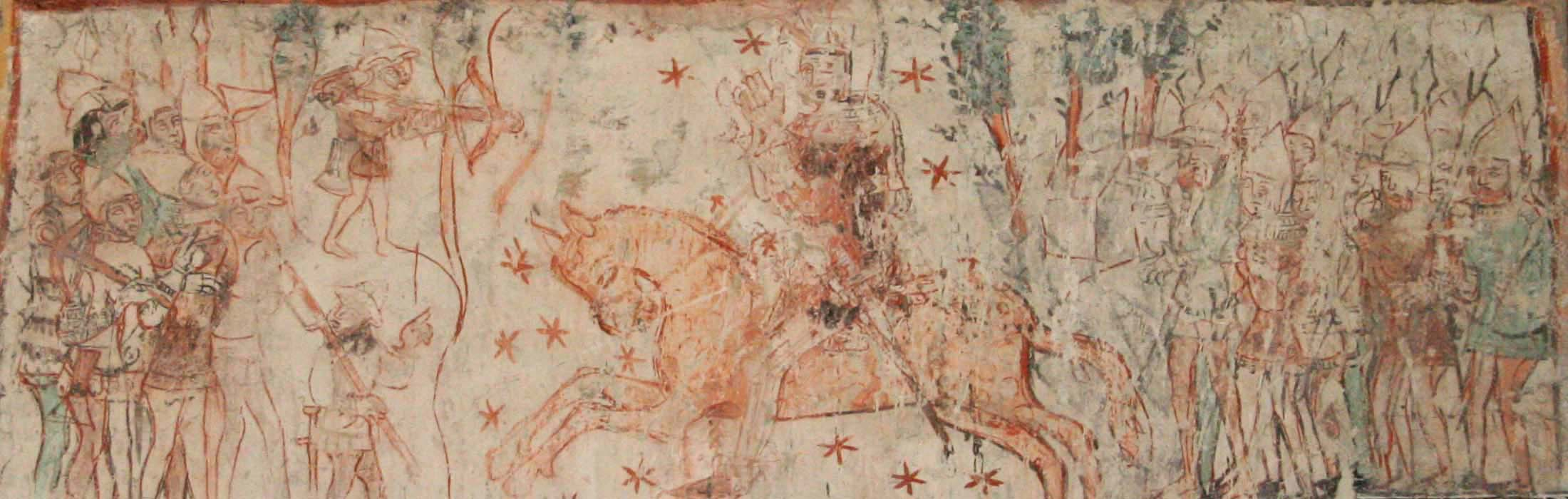
Der Sprung über die Schlucht

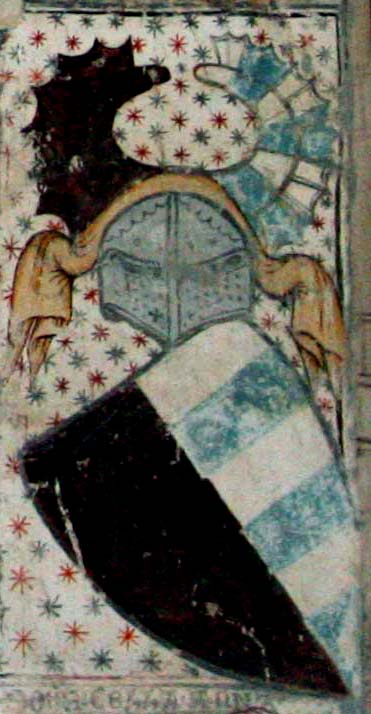
Wappen der Herren von Rhäzüns

Die Kirche Sogn Gieri (rätoromanisch im Idiom Sutsilvan für St. Georg) ist eine kleine Kirche ausserhalb des Dorfes Rhäzüns im schweizerischen Kanton Graubünden. Sie stammt aus dem 10. Jahrhundert und ist Eigentum der römisch-katholischen Kirchgemeinden Bonaduz und Rhäzüns. Ihr Patrozinium ist der 23. April. Besondere Bedeutung bekommt Sogn Gieri als ein seltenes Beispiel einer vollständig ausgemalten mittelalterlichen Saalkirche nördlich der Alpen. Sie ist daher ein Schweizer Kulturgut von nationaler Bedeutung.
Gemäss einer Legende soll der heilige Georg im 4. Jahrhundert auf der Flucht vor Widersachern mit einem gewaltigen Sprung zu Pferd den Rhein überquert haben. Als Dank für den himmlischen Beistand liess der Ritter an dieser Stelle die Kirche erbauen.

## Lage
Sogn Gieri steht auf einem kleinen bewaldeten Hügel, der sich auf dem Hochplateau direkt am Steilufer des Hinterrheins erhebt. Die Kirche ist vom Dorf in etwa zehn Minuten zu Fuss erreichbar. Eine Zufahrt mit dem Auto ist nicht möglich.

## Bau
Die Kirche stammt aus dem 10. Jahrhundert und wird in der ersten Hälfte des 12. Jahrhunderts erstmals erwähnt. Sie besteht aus grob verputztem Bruchsteinmauerwerk, die Ecken sind verstärkt durch Tuffsteine. Schiff und Chor sind unter einem Satteldach zusammengefasst. Unter dem östlichen Giebel führt eine überdachte, doppelläufige Treppe zum Eingang. An der Nordseite des Langhauses finden sich zwei romanische Rundbogenfenster, an der Südseite drei Segmentbogenfenster und das vermauerte ursprüngliche Hauptportal. Das Fragment einer Wandmalerei stammt aus der ersten Hälfte des 14. Jahrhunderts. Es zeigt den Drachenkampf des heiligen Georg und stammt vom Waltensburger Meister. Der im Grundriss fast quadratische Turm ist mit einem Spitzhelm bedeckt. An der südlichen Chorwand finden sich Reste einer grossen Christophorus-Darstellung, ebenfalls vom Waltensburger Meister.

## Baugeschichte
Die erste urkundliche Erwähnung von Sogn Gieri stammt aus dem Jahr 960. Hier wird sie als Kastellkirche erwähnt: aecclesiam videlicet in castello Beneduces et Ruzunnes (Bonaduz und Rhäzüns). Eine zweite Nennung (ecclesia S. Georgii) stammt aus der ersten Hälfte des 12. Jahrhunderts.
Grabungen aus den Jahren 1961 und 1962 weisen auf eine Saalkirche aus der Zeit von 750 bis 850 mit Apsis und ummauertem Vorhof hin. Noch im 1. Jahrtausend wurde die Apsis weiter nach Osten hin verlegt. Im 12. und 13. Jahrhundert wurde das Schiff gegen Westen hin verlängert.
Zu Beginn des 14. Jahrhunderts wurde ein spätgotischer Chor eingefügt. Der Turm wurde erst im 14. oder 15. Jahrhundert angebaut. Dies belegt ein Fenster im Innern der Kirche, das heute in den Turm führt. Im 16. Jahrhundert wurde die Kirche erhöht und der Eingang von der Süd- an die Westseite verlegt. Die letzten grösseren baulichen Veränderungen stammen aus dem 18. Jahrhundert: 1731 wurde die Kirchendecke erneuert.

## Glocken
Im Kirchturm von Sogn Gieri hängen zwei Glocken unbekannter Glockengiesser:
- Die erste Glocke hat einen Durchmesser von 89,5 cm und ein Gewicht von ca. 440 kg und ist in c" gestimmt. Sie trägt die Inschrift (als Trennungszeichen werden Glockenbilder verwendet): «o - REX - GLORIE - VENI - CUM - PACE. LUCAS - MÄRCUS - MATHEUS - IOHS - ET - VERBUM - CARO - FCM - E(S)T - ANO - DNI - MCCCCLXV (1465)».
- Die zweite Glocke stammt aus der Zeit um 1350. Sie hat einen Durchmesser  von 72.5 cm, wiegt ca. 240 kg und ist auf dis" gestimmt. Auf ihr abgebildet sind Halbfiguren von Engeln. Sie trägt die Inschrift: «LUCAS -MARCUS - MATEUS - JOHANES - GEORGIUS».

## Das Innere

### Raum
Der Raum über einem unregelmässigen Rechteck wird von hoch sitzenden romanischen Lichtschlitzen erhellt, von denen der nördliche original erhalten ist.
Die flache Leistendecke ist von Jakob Moron und stammt aus dem Jahr 1731 (Inschrift: M.I.Mor 1731). Im Mittelfeld ist der Kampf des heiligen Georg gegen den Drachen dargestellt. Die ursprünglich mit Sternen bedeckte blaue Decke wurde bei der Restaurierung 1961/1962 abgelaugt.
Der Chor hinter dem Chorbogen hat ein Kreuzgewölbe mit scheibenförmigem Schlussstein.

### Malereien
Sogn Gieri ist nördlich der Alpen ein seltenes Beispiel einer vollständig ausgemalten mittelalterlichen Saalkirche.
Die gut erhaltenen gotischen Fresken im Chor mit ihren kräftigen Farben sind zum Teil vom Flügelaltar verdeckt. Sie werden dem Waltensburger Meister zugeschrieben und stammen aus der Zeit um 1330 bis 1340. Die etwas blasseren Fresken der Seitenwände stammen von einem anderen unbekannten Maler des 14. oder 15. Jahrhunderts, dem sogenannten Rhäzünser Meister. Alle Fresken zeigen Szenen aus dem Alten und Neuen Testament. Diese „biblia paupera“, die Armenbibel, brachte den des Lesens unkundigen Menschen die biblischen Geschichten auf diese Art und Weise nah. Eines der auffälligsten Gemälde ist der Drachenkampf des heiligen Georg vom Waltensburger Meister an der Nordwand, die an die Darstellungen in der Manessischen Liederhandschrift erinnert. Darunter hat der Rhäzünser Meister den Sprung Georgs über die Rheinschlucht abgebildet. Rechts darunter das Wappen der Herren von Rhäzüns.
Die Fresken des Waltensburgers zeugen von der gleichen höfischen Kultur, wie sie auch in den Ritterepen und im Minnesang erscheint. Die drastisch geschilderten Folterqualen des heiligen Georg stehen im Kontrast zu den eleganten Heiligen und den edlen Rittern. Eine Besonderheit sind die als Engel dargestellten Evangelisten in den Hauptfeldern des Kreuzgewölbes.

### Ausstattung
Der spätgotische Flügelaltar von 1522 stammt aus dem süddeutschen Raum. In geschlossenem Zustand zeigt er eine Anbetung der Könige, in geöffnetem Zustand die heilige Katharina und Dorothea, rechts die heiligen Laurentius und Jakobus der Ältere. Im Innern sind eine Madonna, zu ihrer Linken Johannes der Täufer und der heilige Georg, rechts der heilige Martin und Felix. Die ursprüngliche Felixfigur ist durch eine ebenfalls spätgotische kleinere Figur ersetzt worden. Über den Figuren ist um 1550 der Schreinhimmel mit dem Wappen der Lugnezer Stifterfamilie Solèr bemalt worden, flankiert vom gemalten heiligen Georg links und vom heiligen Luzius rechts. Die truhenförmige Kanzel ist ein Werk von Heinrich und Georg Moron und stammt aus dem Jahr 1659. Die aus einfachen Balken bestehenden Kniebänke auf dem Kalkmörtelboden stehen seit 1661.
In der Kirche Sogn Gieri ist ein einmaliges Beispiel einer Biblia Pauperum erhalten, einer vollständigen Bibelillustration, die bei der Schöpfung ansetzt und mit dem Weltgericht endet.

## Galerie

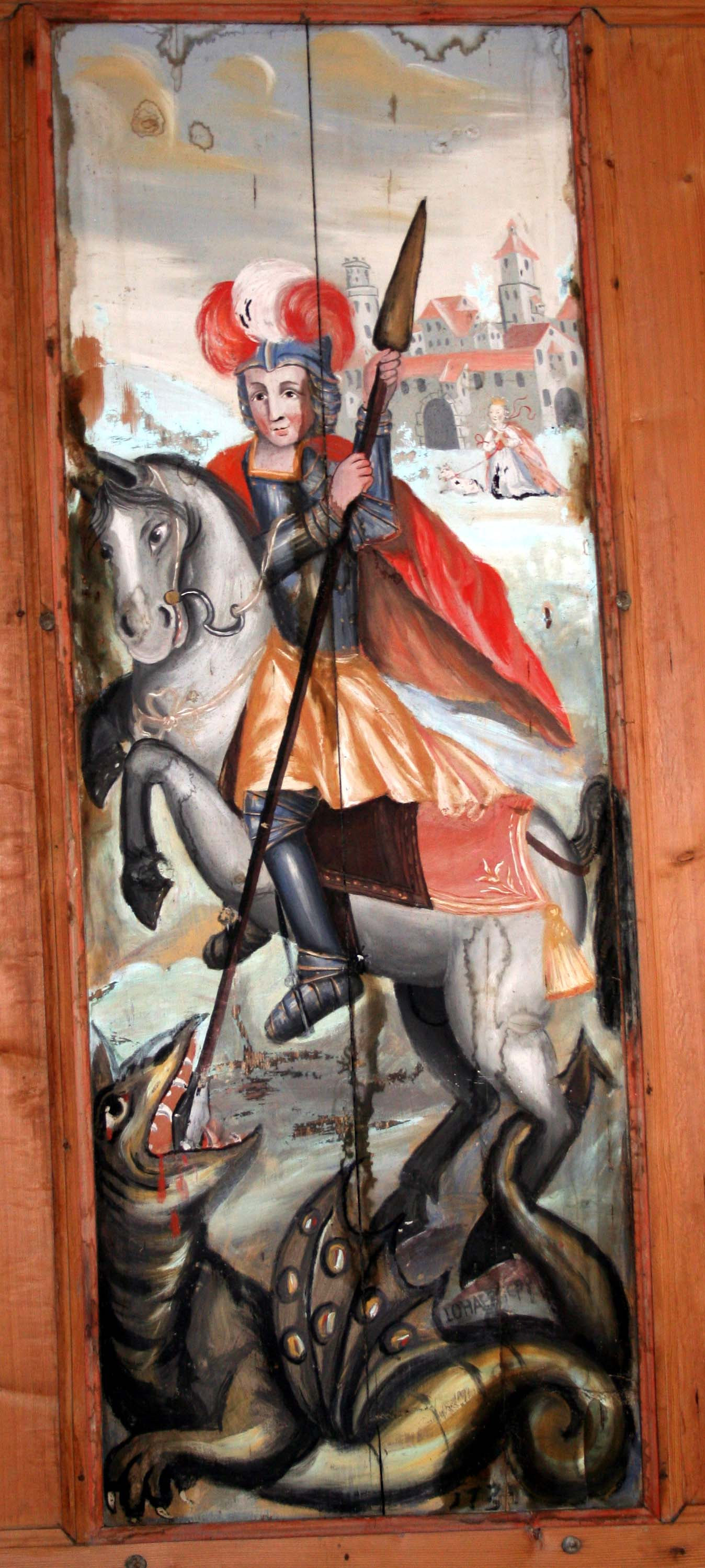
Deckengemälde
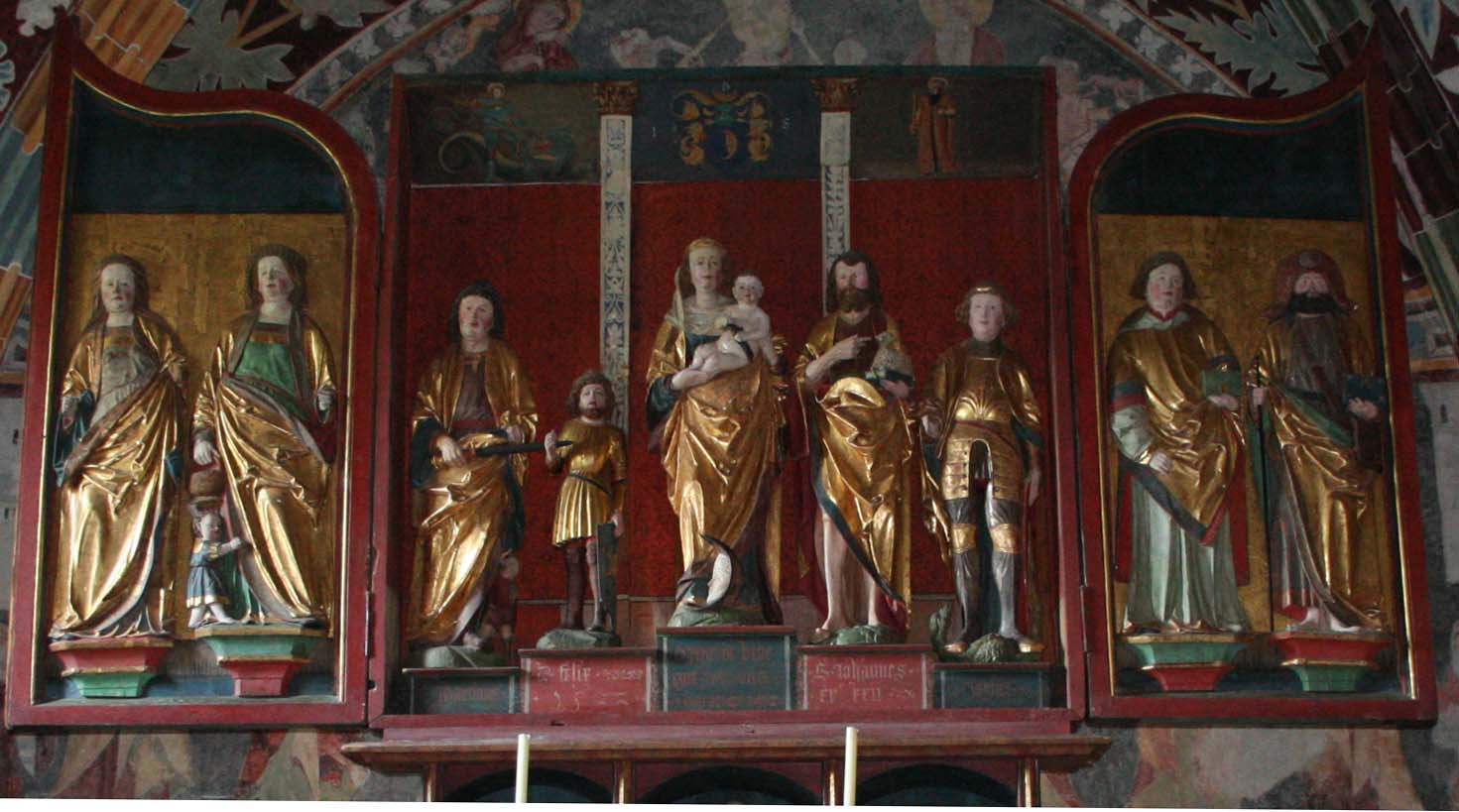
Flügelaltar
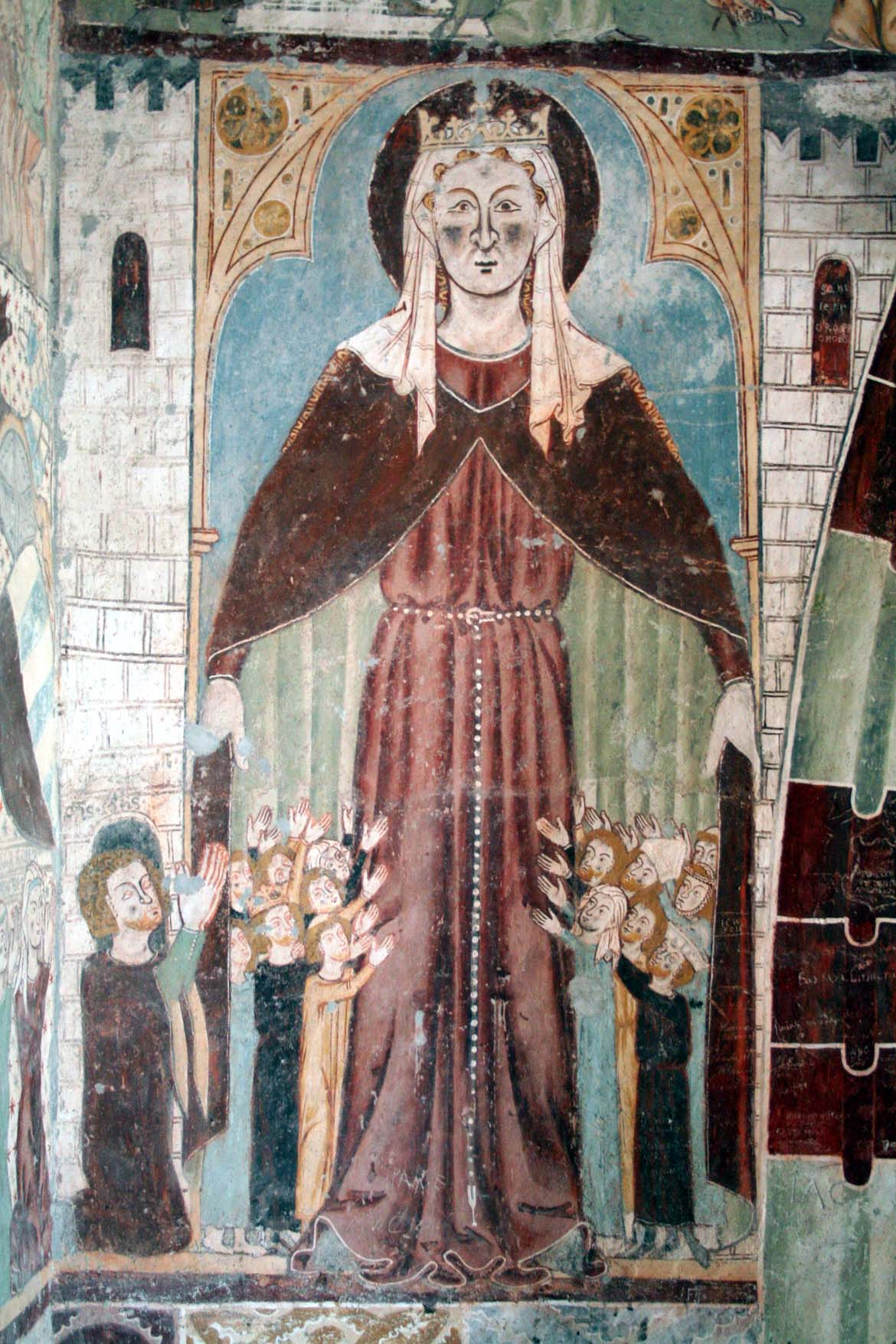
Schutzmantelmadonna
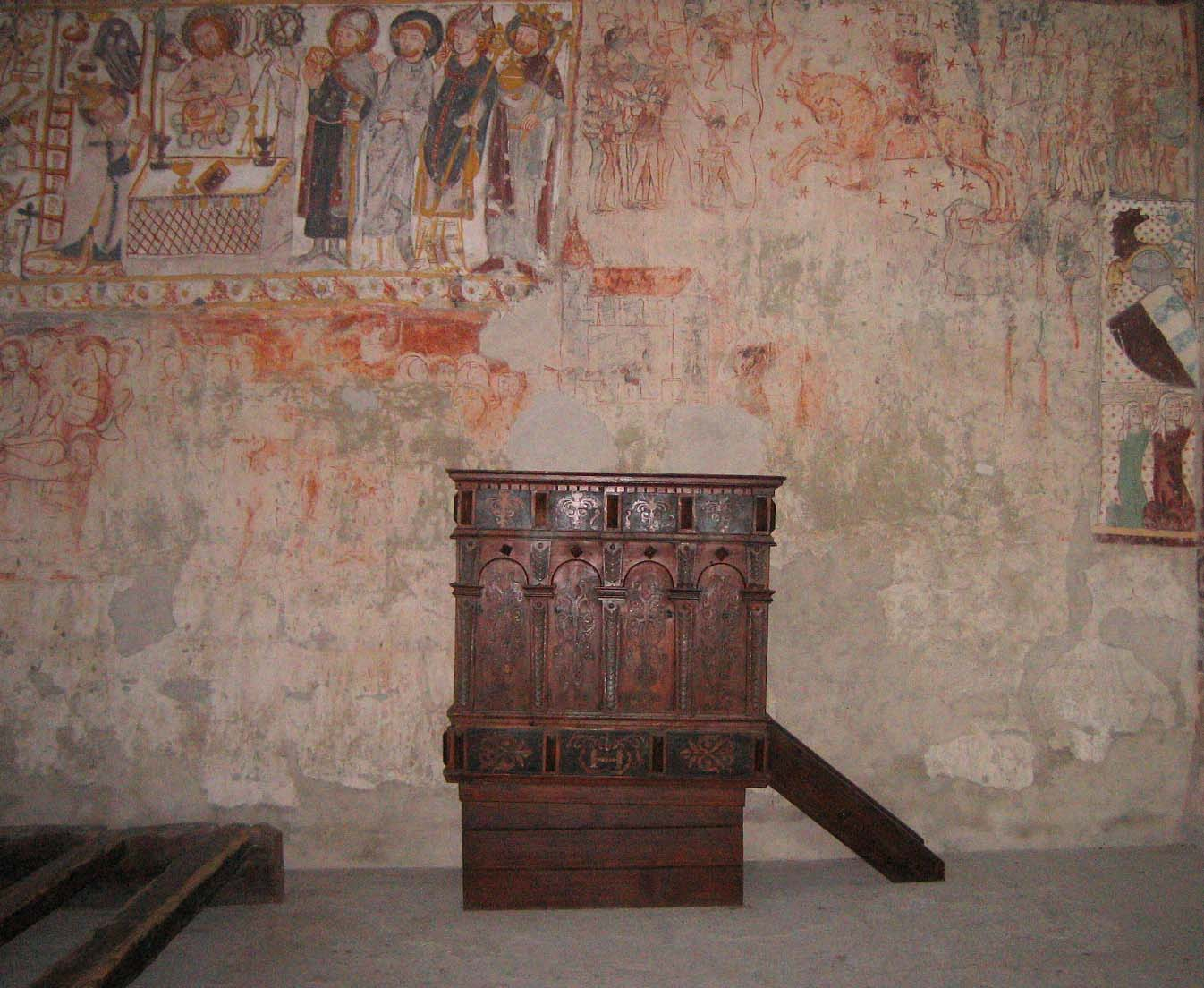
Nordseite mit Kanzel